# Containerterminal

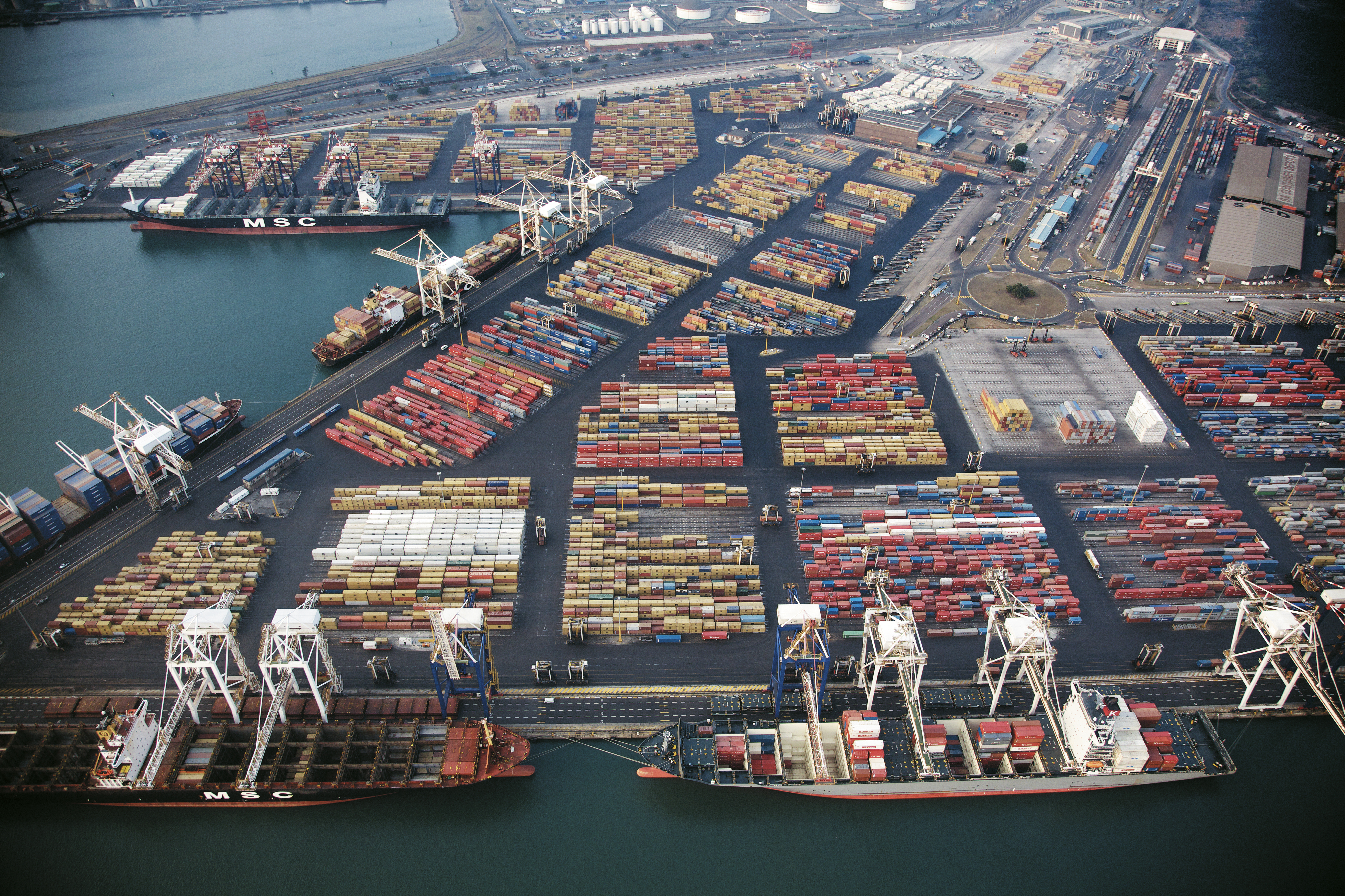
De containerhaven van Durban

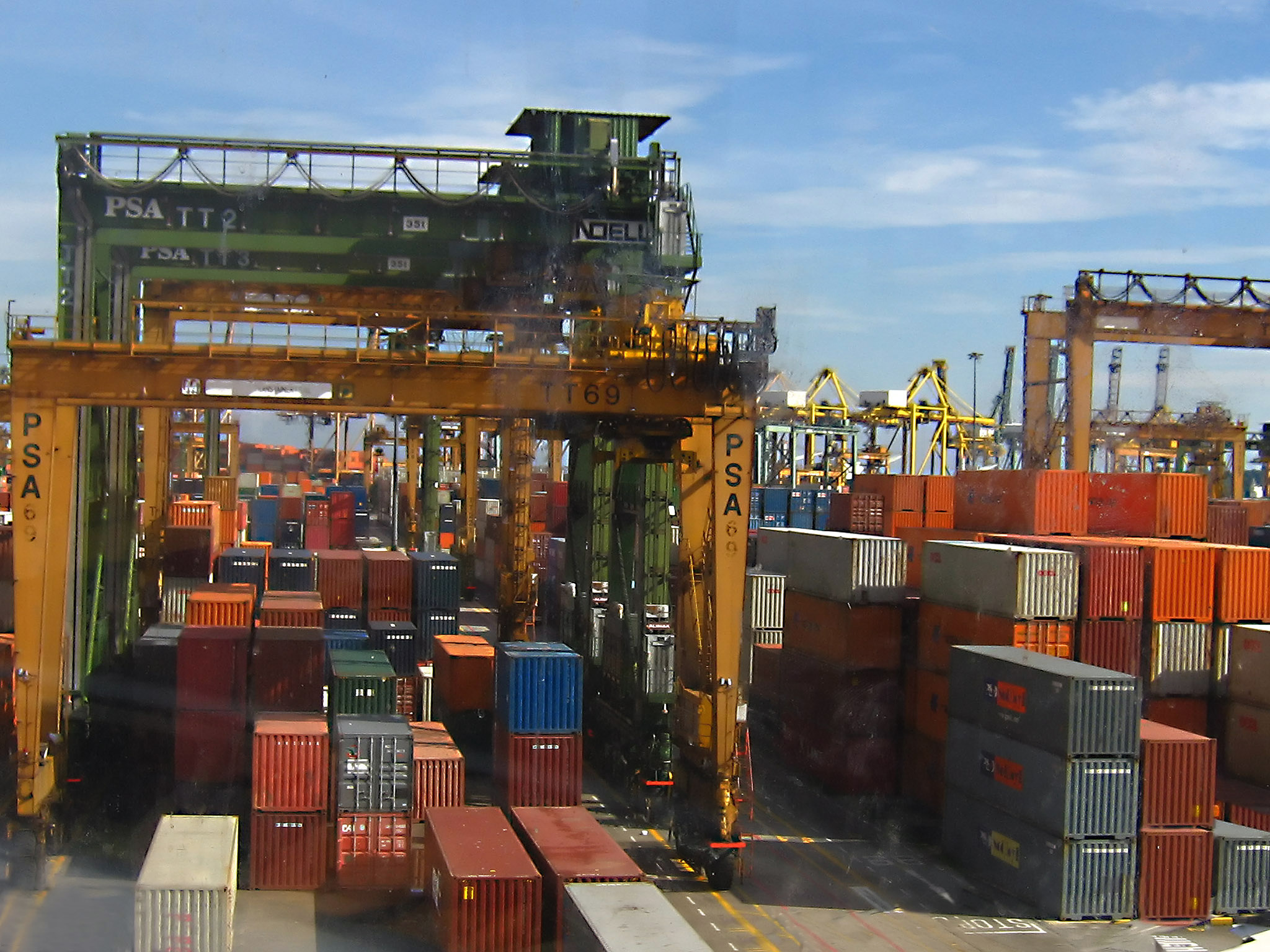
Container stacks Keppel Container Terminal in Singapore

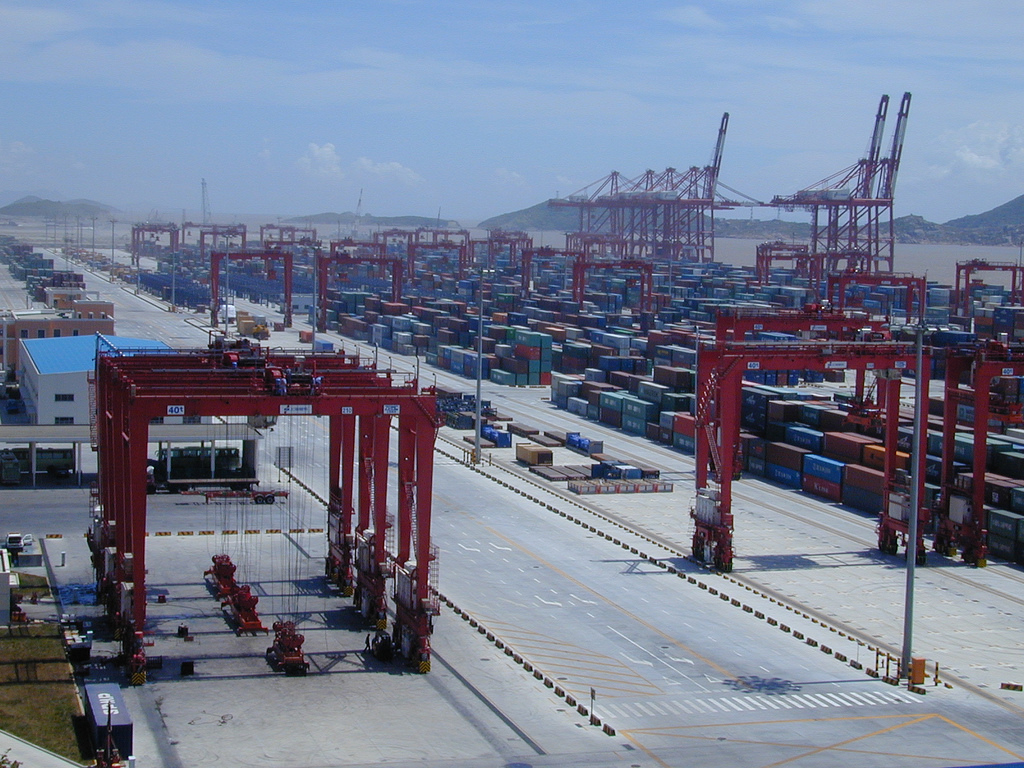
De Haven van Shanghai is 's werelds drukste maritieme container terminal

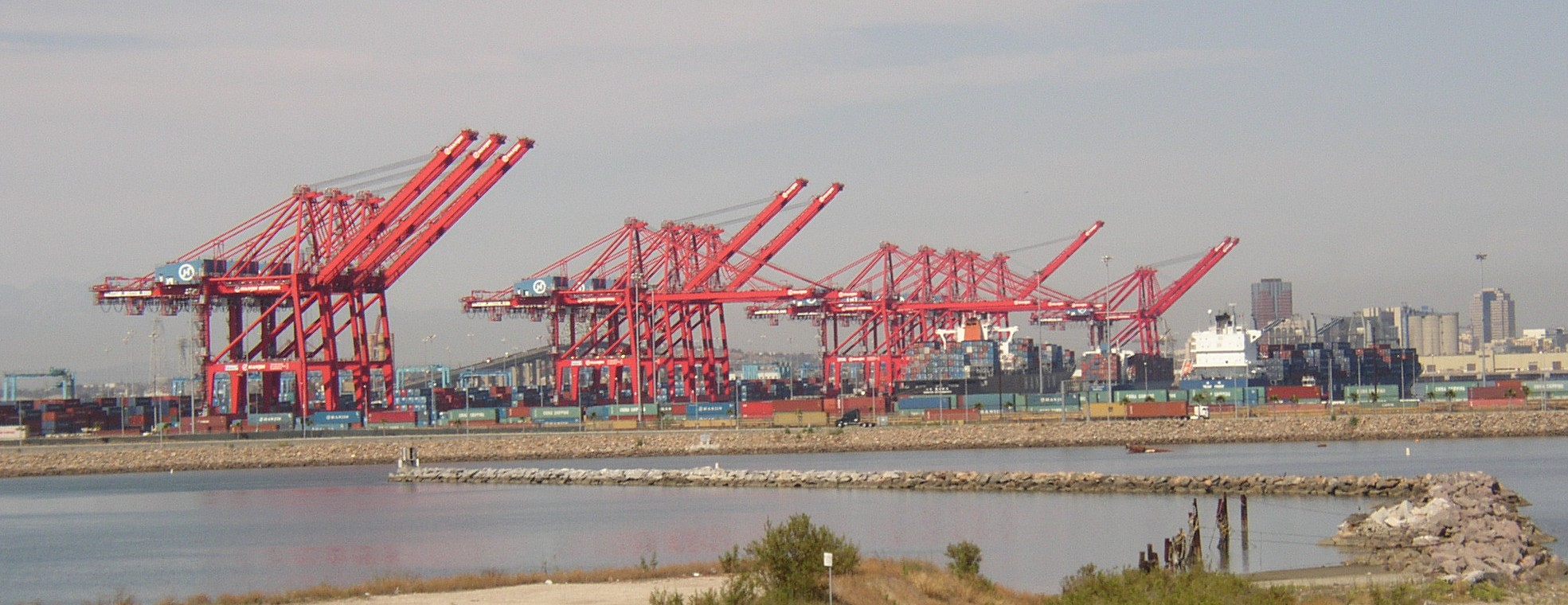
Pier T Container Terminal in Long Beach, Californië, VS. met intermodaal spoor op de voorgrond en portaalkranen op de achtergrond.

Een containerterminal is een voorziening waar containers worden overgeladen tussen de verschillende vervoermiddelen, voor verder vervoer. De overdracht kan gebeuren tussen containerschepen en voertuigen, bijvoorbeeld treinen of vrachtwagens, in welk geval de terminal wordt beschreven als een maritieme containerterminal. De overdracht tussen vervoersmiddelen is ook mogelijk, meestal tussen trein en vrachtwagen, in welk geval de terminal omschreven worden als een binnenvaartcontainerterminal.
In november 1932 in Enola werd de eerste containerterminal in de wereld geopend door PRR Pennsylvania Railroad company.
De haven van Newark Elizabeth op de Newark Bay in de haven van New York en New Jersey wordt beschouwd als 's werelds eerste maritieme containerterminal. Op 26 april 1956, was de Ideal X opgetuigd voor een experiment om gestandaardiseerde containers te vervoeren die werden opgestapeld en vervolgens gelost op een vrachtwagenchassis in de haven van Newark. Het concept is ontwikkeld door de McLean Trucking Company. Op 15 augustus 1962 openden de Port Authority van New York en New Jersey de eerste containerhaven, Elizabeth Marine Terminal.
Maritieme containerterminals zijn meestal onderdeel van een grotere haven en de grootste maritieme containerterminals bevinden zich rond de grote havens. Binnenvaartcontainerterminals bevinden zich veelal in of in de buurt van grote steden met goede verbindingen per trein naar de maritieme containerterminals.
Het is gebruikelijk om de vracht die binnenkomt in een enkel schip te verdelen over de verschillende mogelijkheden van transport voor de levering aan de klanten. Volgens een manager van de haven van Rotterdam is het vrij typisch om een lading van een 18.000 TEU te verdelen over 19 containertreinen (74 TEU elk), 32 schepen (97 TEU elk) en 1560 vrachtwagens (gemiddeld 1,6 TEU elk).
Zowel de maritieme en binnenvaartcontainerterminals voorzien meestal opslagfaciliteiten voor zowel beladen als lege containers. De volle containers worden opgeslagen voor relatief korte perioden in afwachting van verder transport, terwijl lege containers kunnen worden opgeslagen voor langere perioden in afwachting van hun volgende gebruik.
In de afgelopen jaren zijn methodologische ontwikkelingen met betrekking tot containerterminaloperaties aanzienlijk verbeterd, zoals het containerterminal-ontwerpproces. Voor een gedetailleerde beschrijving en een uitgebreide lijst van referenties zie, bijvoorbeeld, literatuur op het gebied van operationeel onderzoek.